# Клајча
Клајча је једна је од највећих притока реке Темштице низводно од ушћа Топлодолске реке у југоисточној Србији. Она у ширем смислу припада сливу реке Темштице, а у најширем смислу припада сливу реке Нишаве, односно Јужне Мораве, затим Велике Мораве, па самим тим и Црноморском сливу. Административно припада граду Пироту у Пиротском округу.

## Географске одлике
Река Клајча извире у селу Базовику на 740 m надморске висине. Крећући се према Темштици, река Клајча најпре има правац према североистоку а затим код села Церове у благом луку скреће ка југоистоку. По називу села Церова често је позната и као Церовска река.

### Слив
Готово цео слив је у аптским пешчарима. Долинске стране су углавном благе. Река има најмањи пад од свих поменутих река у сливу Темштице (28,02 m/km).
Притоке реке Клаче су бројне али због мале ширине слива кратке и готово све су периодичне.

### Ушће
Река Клајча се улива у Темштицу код села Темске, на надморској висини од 364 метара.

### Вегетација
Десна долинска стране реке Клајча одликује се претежно деградираном шумском вегетацијом, а лева страна разноврсним пољопривредним површинама. 